# خواهران تولماچوا
آناستاسیا و ماریا آندریونا تولماچوا (به روسی: Мари́я Андре́евна и Анастаси́я Андре́евна Толмачёвы) (زاده ۱۴ ژانویه ۱۹۹۷)خواهران دوقلو که گروه موسیقی و بازیگر روس هستند.
آن ها در مسابقه آواز یوروویژن ۲۰۱۴ نماینده روسیه بودند.